# Amand Domènech i Casanova
Amand Domènech i Casanova (Barcelona, 1920-2002) va ser un dissenyador gràfic, pintor i il·lustrador català especialitzat en el cartellisme. Entre la seva obra hi ha pintures, aquarel·les, il·lustracions editorials, logotips d'empresa, pòsters de cinema i cartells publicitaris. És considerat un dels pioners del disseny gràfic a Espanya, juntament amb Josep Artigas, Daniel Gil, Antoni Morillas, Josep Pla-Narbona o Manolo Prieto, entre d'altres.

## Biografia
Amand Domènech va néixer a Barcelona el 1920 (particularment a Sant Martí de Provençals, municipi annexat a Barcelona vint anys abans). Va iniciar la seva formació a l'Ateneu Obrer Martinenc, on també aprendrà música. Continuarà els seus estudis de solfeig i violí a l'Acadèmia Cots. La seva formació gràfica comença el 1934 quan ingressa a les classes nocturnes de l'Escola Municipal d'Arts i Oficis (posteriorment Escola Juan Manuel Zafra fins al 2020, quan és rebatejada com a Institut Caterina Albert), mentre treballa com a insolador de planxes a l'empresa Gráfica Manén i realitza alguns cartells per compte propi. El 1938, durant la Guerra Civil, forma part de «la lleva del biberó» i passa onze mesos entre el front i els camps de concentració republicans.
Els seus primers treballs daten del 1940, encara que no és fins al 1948 que treballa per compte propi. Entre 1940 i 1944, va treballar per a diverses editorials i empreses d'arts gràfiques de la ciutat comtal, com Casa Grafos, Esteller i Sangés Editores SL, Creacions Publicitàries Lienas i J. Esteve Editor. El 1945 treballa set mesos a l'agència Crisol i durant tres anys a Vila Sala (Cobas). Així mateix, fou membre de l'Agrupació d'Aquarel·listes de Catalunya, entre 1946 i 1963. El 1948 es fa autònom, obrint el seu propi estudi. Combina el treball de cartellista amb la seva afició a la pintura.
El 1960, el seu treball s'internacionalitza i exposa a l'IMPACT Poster Art of the World (Museu Reial d'Ontario, Toronto, Canadà). Entre 1960 i 1962, el seu treball rep influències de l'estil suís, a partir d'un stage (estada formativa) que és convidat a fer a l'estudi Klausfelder de Vevey.
El 1961 realitza el cartell oficial de les Festes de la Mercè, i aquell mateix any cofunda l'Agrupació de Grafistes del Foment de les Arts i del Disseny (actual ADG-FAD), de la qual va ser director, amb l'objectiu de resoldre els problemes de competència deslleial, amiguisme i intrusisme als concursos de cartellisme. També cofunda a Londres el Consell Internacional d'Associacions de Disseny Gràfic (ICOGRADA, posteriorment ICoD), del qual va ser vicepresident. El 1983 va impulsar la creació del Col·legi de Dissenyadors Gràfics.
A partir del 1964 inicia la seva carrera com a docent a l'Escola Massana, al Raval barceloní, com a professor de Plàstica Publicitària. El 1966 dissenya el cartell del Premi Internacional del Dibuix Joan Miró, innovador per ser fet amb letraset. Posteriorment, el 1968, exerceix com a professor a l'Escola Oficial de Publicitat i dissenya el cartell del V Festival Internacional de Música de Barcelona. Entre 1976 i 1984 se centra en la il·lustració per al sector editorial. A partir de 1987 a la Facultat de Ciències de la Informació de la Universitat Autònoma de Barcelona. Un any després és convidat a participar amb les seves obres i amb una ponència a la Biennal de Brno. Durant l'última etapa de la seva vida duu a terme una intensa activitat com a pintor.